# Други доњи преткутњак
Други доњи преткутњак (лат. dens praemolaris secundus inferior) је пети зуб од медијалне линије у оба доња квадранта хумане дентиције. У контакту је са првим премоларом и првим сталним моларом, а оклузалну јединицу формира са преткутњацима из горње вилице. У односу на суседни преткутњак, овај зуб има незнантно већу круну и нешто масивнији и дужи корен. Са букалне стране уочљива је сличност између ова два зуба, али са свих других аспеката су очигледне разлике. У пракси се срећу два облика другог преткутњака: са једном или са две лингвалне квржице (моларизација), али без обзира на ово гризна површина је слична изгледу малог кутњака. Стога, други доњи премолар учествује у млевењу хране, за разлику од првог премолара који је више усмерен на кидање. Овај зуб показује правилан знак угла и лука, лингвални нагиб круне и дистални нагиб корена.
У доњој вилици постоје два друга преткутњака, која се обележавају на следећи начин:
- стални доњи десни други преткутњак – 45;
- стални доњи леви други преткутњак – 35.

## Круна
Круна зуба је за 1mm краћа и 0,5mm шира у односу на први преткутњак, тако да делује помало масивније у односу на њега. Круна се описује из пет аспеката: букалног, лингвалног, два проксимална и оклузалног.

### Букални аспект
Букална површина је петоугаоног облика, нагнута је лингвално и у целости је конвексна са висином контуре у мезиоцервикалној трећини. Добро изражена, висока и оштра букална квржица доминира овим профилом и од њеног врха полази добро изражен букални квржични гребен који се губи у испупчењу цервикалне трећине. То је заправо добро изражен средњи лобус ове површине, ограничен са мезиобукалном и дистобукалном развојном депресијом. Оне деле букалну површину на три вертикална лобуса, али су мезијални и дистални слабије изражени. Преклопне линије, за разлику од горњих премолара, су ретко присутне, а цервикална линија је релативно равна у мезио-дисталном правцу.
Једина разлика у односу на први преткутњак је нешто краћи и мање оштар врх квржице и блаже косине њене мезијалне и дисталне падине.

### Лингвални аспект
Орална површина је симетрично конвексна и нешто је ужа и краћа од букалне. Она је нагнута лингвално, а максимум конвекситета се налази у оклузалној трећини. Лингвалном фисуром је подељена на два неједнака дела, од којих је мезијални нешто виши, шири и избаченији.
Лингвалне квржице су скоро исте висине као и букална, па се са овог аспекта види само део вестибуларног профила и мали део унутрашњег оклузалног поља. 
Цервикална линија је конвесна у апикалном смеру.

### Проксимални аспект
Са проксималног аспекта круна има облик четвороугла. Букални профил је конвексан са висином контуре у цервикалној трећини круне и нагнут је орално. Лингвални профил је мало краћи и има максимум конвекситета у оклузалној трећини. Оклузална површина је скоро нормална на уздужну осовину зуба, јер је лингвални нагиб круне слабо изражен.
Оклузалне профиле формирају мезијални и дистални маргинални гребен, при чему је дистални цервикалније локализован. Због тога је дистална површина краћа у оклузо-цервикалном правцу. Контактне зоне се налазе на споју оклузалне и средње трећине, али је дистална већа и масивнија.
Са овог аспекта јасно се виде и триангуларни гребени и маргинална бразда. За разлику од првог премолара, на мезијалној површини није присутна мезиолингвална бразда.
Цервикална линија је благо конвексна у оклузалном правцу.

### Оклузални аспект
Гризна површина је округлог облика и у средини је удубљена. Може бити са две квржице (када подсећа на први преткутњак) или чешће са три (када личи на мали молар). Трећа квржица настаје поделом лингвалне квржице помоћу лингвалне бразде, која се на гризној површини спаја са централном фисуром. Тако настају лингво-мезијална и лингво-дистална квржица, од којих је прва већа и шира.

#### Спољашње оклузално поље
Контура спољашњег оклузалног поља је квадратног облика и његове границе чине контуре букалног и оралног профила и контактне зоне на проксималним површинама. Дистални и мезијални профил су приближно паралелни.

#### Унутрашње оклузално поље
Унутрашње оклузално поље може бити квадратног или кружног облика. Њиме доминира добро развијена букална квржица, лингвомезијална је нешто мања, а дистолингвална уочљиво најмања у свим димензијама. Од врха букалне квржице полазе четири гребена: букални (који се пружа у спољашње оклузално поље, према букалној површини), палатинални или орални (који се пружа ка централној бразди, а назива се и триангуларни) и мезијални и дистални квржични гребен (који се пружају ка одговарајућим маргиналним гребенима). Букална квржица има и четири функционалне косе површине: мезиобукална, дистобукална, мезиолингвална и дистолингвална. Лингвалне квржице су мање и на њима се такође налазе слични детаљи, а називи су им у складу са њиховим правцем пружања. Проксимални гребени чине бочне границе унутрашњег оклузалног поља.
Центална фисура не постоји као структура и представљена је мезијалном браздом, која раздваја триангуларне гребене букалне и мезиолингвалне квржице. Лингвална бразда раздваја гребене лингвалних квржица, а дистобукална бразда маркира границу између букалне и дистолингвалне квржице. На тај начин, ове бразде се укрштају и формирају облик сличан латиничном слову "Y".
У фисурном комплексу су присутне и плитке депресије (лат. fossa triangularis mesialis et distalis), које се налазе унутра од споја маргиналних и квржичних гребенова. А такође постоје три јамице (лат. fossula): мезијална, дистална и централна.

## Врат
Врат зуба (лат. collum dentis) се налази у пределу глеђно-цементног споја. Букално и орално је конвексан према корену, на мезијалној страни је благо конвексан према гризној површини, а дистално је скоро водораван. 

## Корен
Корен зуба (лат. radix dentis) је једнокрак и нагнут дистално. На попречном пресеку је овалан. Нешто је дужи и у целини већи од корена првог доњег преткутњака.

## Димензије
| Други доњи преткутњак |                         |              |               |                    |
| Мезио-дистална ширина | Вестибуло-орална ширина | Висина круне | Дужина корена | Укупна дужина зуба |
| 7,0 mm                  | 8,0                     | 8,0          | 14,5 mm         | 22,5               |

## Развој зуба
| Почетак калцификације | Комплетно формирана круна | Ницање (ерупција) | Завршен раст корена |
| --------------------- | ------------------------- | ----------------- | ------------------- |
| 21/4 - 21/2 године    | 6 - 7 година              | 10 - 12 година    | 12 - 14 година      |

## Варијације
Овај зуб показује честе варијације, које се односе на:
- број и развијеност квржица,
- изглед фисурног комплекса и
- корен.